# Zamek Gnojnik

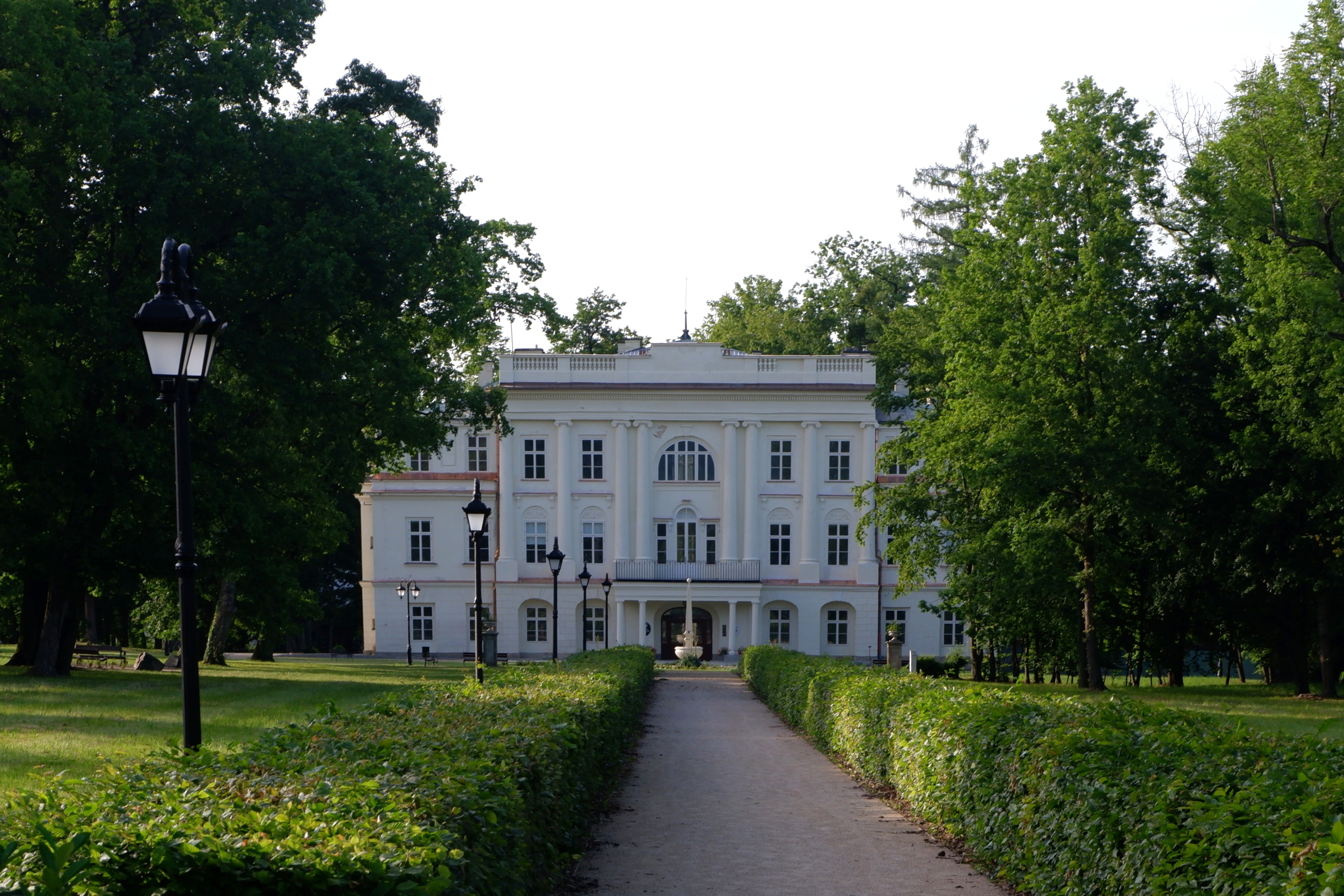
Zamek po remoncie (2025)

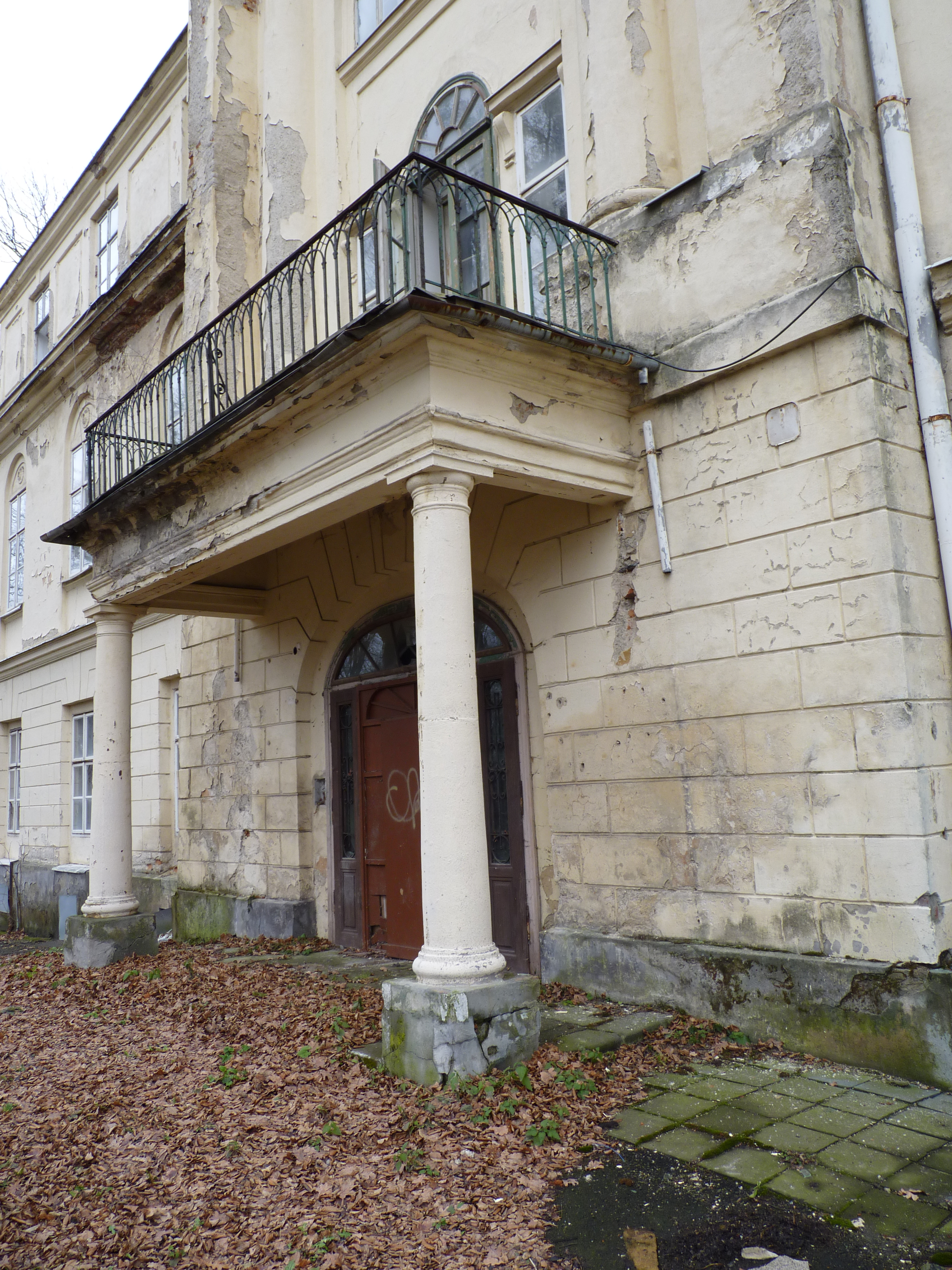
Zamek Gnojnik w 2012

Zamek Gnojnik – zamek we wsi Gnojnik nad rzeką Stonawką w powiecie Frydek-Mistek. Budowla z pierwszej połowy XVIII wieku, która została przebudowana z pierwotnego dworu z XV wieku. W 1964 roku zamek został wpisany na listę zabytków kultury. Budynek główny otoczony jest parkiem z połowy XVIII wieku, w którym mieszczą się barokowe posągi i rzeźba św. Jana Nepomucena. Obecnie pałac wraz z całym kompleksem znajduje się na liście zagrożonych zabytków.

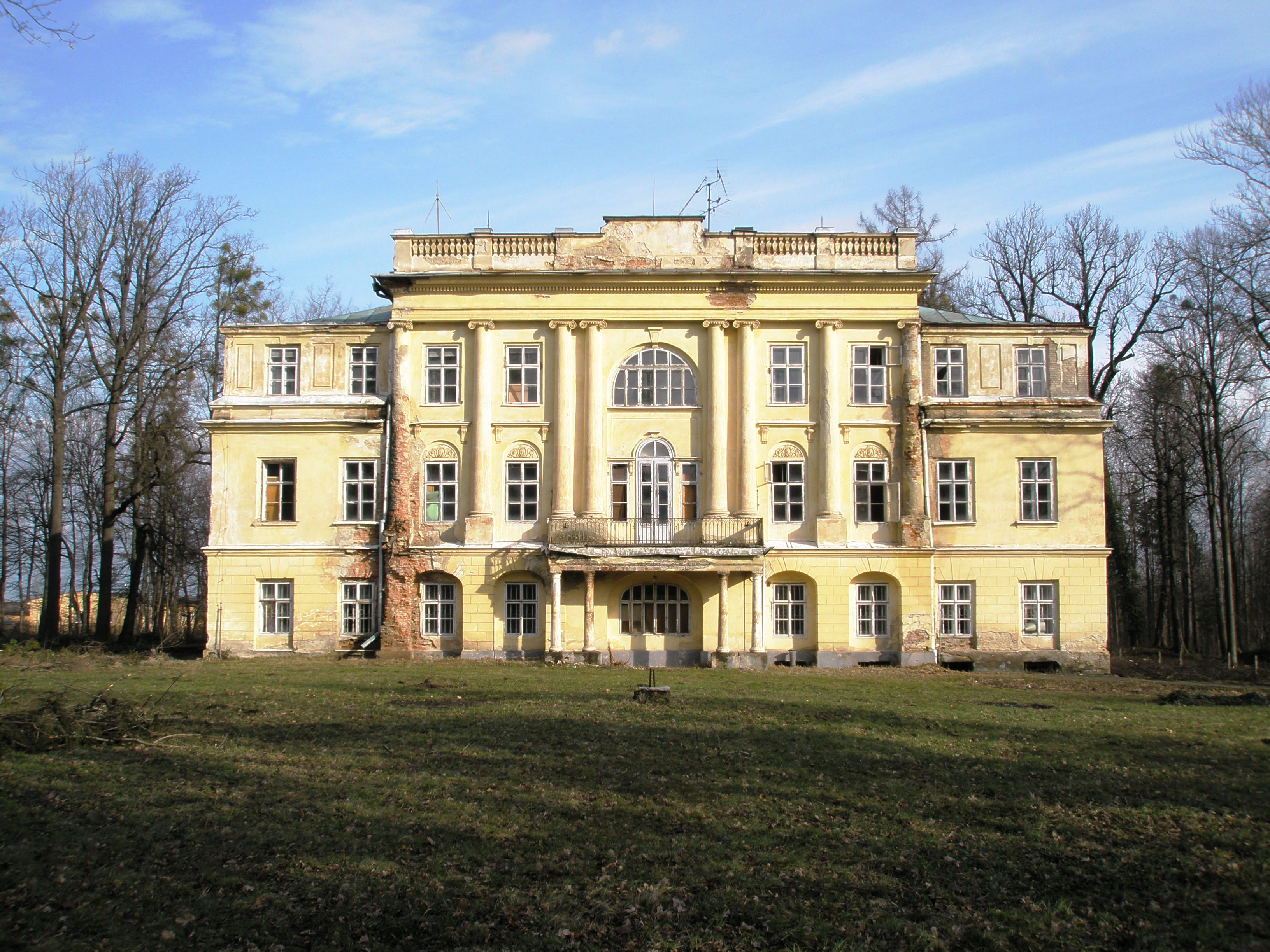
Zamek Gnojnik w 2009

## Historia
Zamek, położony w centrum wioski, związany jest ze szlachecką rodziną Beesów z Chroszczyna. W XV wieku miała tam istnieć forteca, której właścicielem był Staszek z Gnojnika. W XVI wieku właścicielem siedziby stał się Wacław Pelhřim z Trzanowic, a w 1565 r. gubernator Księstwa Cieszyńskiego. W XVII wieku Gnojnik był własnością szlacheckiej rodziny Wildau z Lindenwiese. W 1736 r. fortecę kupił Kareł Wacław Bees z Chroszczyna i przebudował ją w stylu barokowym na parterowy pałac. Zamek uzyskał swój obecny wygląd w stylu śląskiego imperium w pierwszej połowie XIX wieku za czasów Jerzego III. Beesa. Rekonstrukcję zaprojektował austriacki architekt Josef Kornhäusel. W 1897 roku pod własnością Jerzego IV. Beesa budynek został powiększony o jedno piętro. Ukończenie zostało wykonane przez architekta cieszyńskiego Ludwika Kametza. Od tego czasu pałac pełni funkcję rodziny Beesów jako letniej rezydencji.

### Los zamku w XX wieku
W 1930 r. ówczesny prezydent Czechosłowacji Tomasz Garrigue Masaryk zatrzymał się na noc w zamku. Siedziba była aktywnie wykorzystywana przez Beesów do 1936 r., kiedy zmarła Wilemina Bees. Ostatni arystokratyczny właściciel pozostał następnie w Wiedniu i Morawskiej Ostrawie. Podczas wojny H. Klingermann z Berlina zarządzał zamkiem, który mieszkał tam do 1945 r. W ostatnim roku wojny niemiecka kwatera wojskowa również osiedliła się w budynku.
W listopadzie 1945 r. majątek Beesów został znacjonalizowany przez Powiatowy Komitet Narodowy w Czeskim Cieszynie zgodnie z instrukcjami dekretów Benesza. Następnie stał się siedzibą Lokalnego Komitetu Narodowego, Lasów Państwowych i Instytutu Badawczego. W pozostałych lokalach powstały mieszkania. W latach 1947–1948 wnętrze zostało zmodyfikowane, a część mebli została przewieziona do depozytów zamku Szternberk, gdzie pozostała do 1999 roku. Ten sam los wpłynął również na lokalną bibliotekę. W latach 50. fasada zewnętrzna została naprawiona. W 1966 r. Zamek został zakupiony przez Państwową Farmę Gnojnik i tam utworzono jej siedzibę. Na pierwszym piętrze znajdowała się sala weselna Lokalnego Komitetu Narodowego. W latach dziewięćdziesiątych zamek stał się własnością prywatną i od tego czasu stopniowo popada w ruinę.

### Obecnie

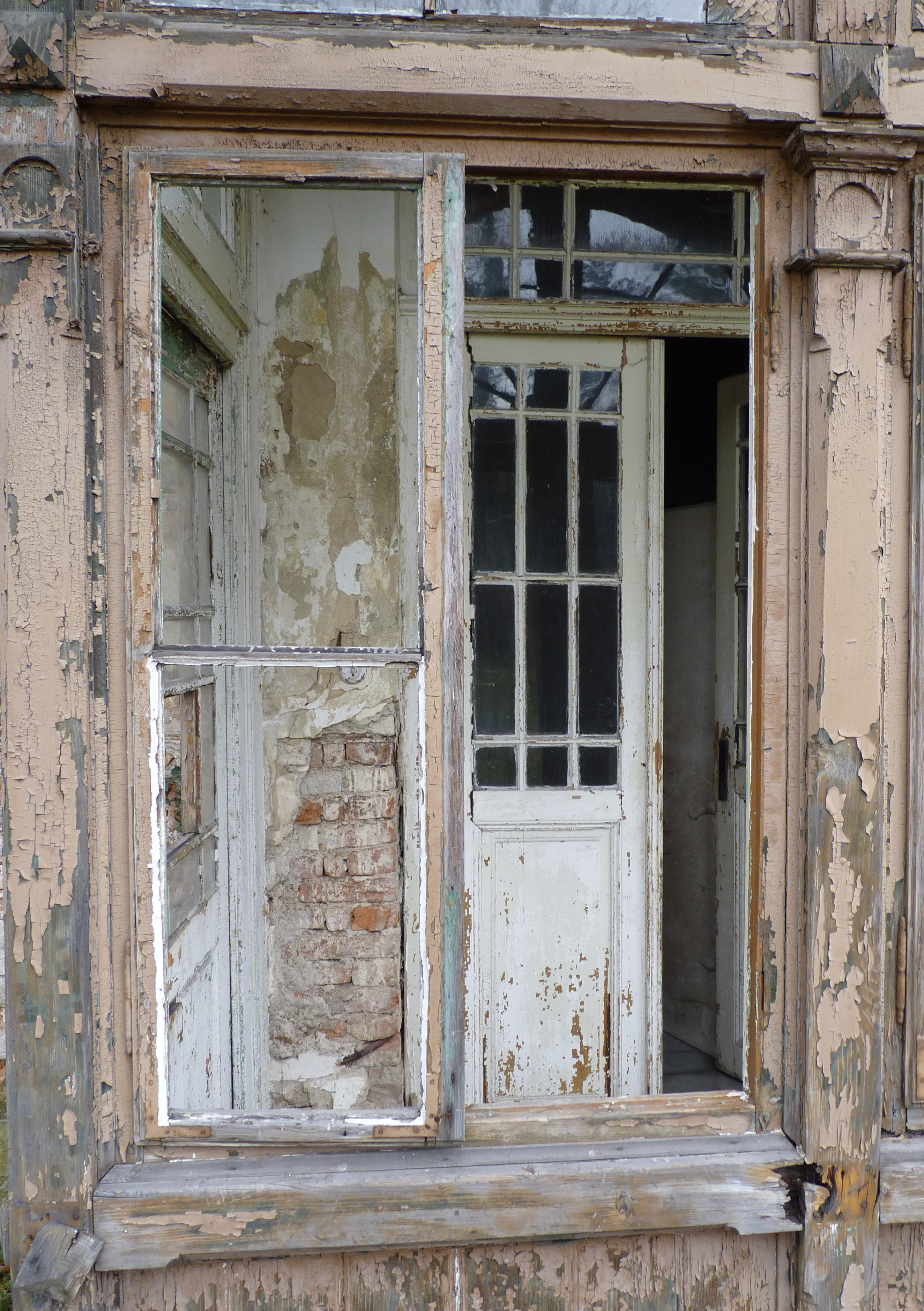
Zamek Gnojnik w 2012

W 2000 roku szwajcarski przedsiębiorca Jürg Debrunner nabył nieruchomość za pośrednictwem Fleet Wood. Jednak cztery lata później administracja zdewastowanego zamku musiała zostać przejęta przez Biuro Przedstawicielstwa Rządowego do Spraw Majątkowych. W rzeczywistości Debrunner był sądzony w Szwajcarii za przestępstwa przeciwko mieniu, a cała jego własność została zastawiona. W 2008 roku pałac nabył nowego właściciela. Była nim firma AAron House. Po odkryciu oszustwa rok później została właścicielem Jarosława Krejčí. Jednak z powodu braku pieniędzy na naprawę zamek ponownie był na sprzedaż. W 2010 r. budynek został sprzedany hiszpańskiej firmie Copersa Corporation, która do tej pory stała się ostatnim właścicielem. Jednak plany renowacji zamku nie zostały zrealizowane, a architekt Barbara Potysz, która pracowała z właścicielami, zakwestionowała ich wiarygodność pod koniec 2010 r. W 2013 r. Instytut Dziedzictwa Narodowego w Ostrawie i Urząd Miejski w Trzyńcu nakazali właścicielom wprowadzenie podstawowych korekt, aby zapobiec dalszej dewastacji budynku; Trzyniec musiał egzekwować egzekucję grzywną w wysokości pół miliona koron. Właściciel zapewnił następnie, że dostosowania te dokonano dopiero w lipcu 2014 r. po egzekwowaniu grzywny za miesiąc wcześniej. W 2019 r. budynek pałacu kupili Paweł Petr i Igor Kotlán, właściciele kolegium PRIGO z siedzibą w Hawierzowie.

## Opis budynku
Zamek ma prostokątny plan terenu. Dłuższymi bokami jest skierowany na północ i południe, a krótszymi bokami na zachód i wschód. Jest to budynek dwukondygnacyjny (parter i dwie kondygnacje naziemne) z płaskim dachem. Ze wszystkich stron fasadą na parterze jest płaskie oznaczenie muru lub boniowanie, które jest oddzielone od pierwszego piętra gzymsem kordonowym. Najbardziej reprezentatywną częścią zamku jest południowa fasada od strony parku. W jego środkowej części znajduje się bogato zdobiony ryzalit, który obejmuje jońskie półkolumny prowadzące z pierwszego na drugie piętro. Grzbiet ryzalitu kończy attyka z balustradą.